# Helene Olafsen
Helene Olafsen, född den 21 februari 1990 i Oslo, är en norsk före detta professionell snowboardåkare.
2007 tog hon, enbart 16 år gammal, ett VM-brons i snowboardcross. Olafsen, som då var elev på Wang Toppidrott i Oslo, kommer från dåvarande Oppegårds kommun och tävlade för Kolbotn IL. Hon har även tagit två silver och ett brons i X Games, ett VM-guld 2009 och ytterligare ett brons 2013. Efter flera allvarliga knäskador valde hon att avsluta snowboardkarriären i augusti 2016.
2017 vann hon norska Let's dance.